# Parthamaspates của Parthia

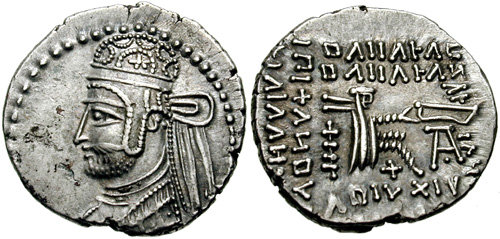
Tiền xu của Parthamaspates.

Parthamaspates là một vị vua chư hầu La Mã của đế quốc Parthia và sau này là của Osroene trong giai đoạn đầu thế kỷ thứ 2 TCN. Ông là con trai của vị hoàng đế Parthia Osroes I.

## Tiểu sử
Sau khi dành phần lớn cuộc đời mình trong cảnh lưu đày ở La Mã, ông đã tháp tùng hoàng đế Trajan trong chiến dịch chinh phục Parthia của ông ta. Trajan ban đầu lên kế hoạch sáp nhập Parthia như là một phần của đế quốc La Mã, nhưng cuối cùng thay vào đó quyết định đưa Parthamaspates lên thay cha mình như là một chư hầu của La Mã, điều này diễn ra vào năm 116. Sau khi người La Mã rút khỏi vùng đất này, Osroes dễ dàng đánh bại Parthamaspates và giành lại ngai vàng Parthia.
Sau thất bại tại Parthia, Parthamaspates một lần nữa bỏ chạy tới chỗ của người La Mã, sau đó để nhằm an ủi ông, họ đã phong cho ông làm vị vua đồng cai trị ở Osroene, một vương quốc chư hầu nhỏ của La Mã nằm nằm giữa Tiểu Á và Syria. Ông là vua của Osroene cùng với Yalur từ năm 118 tới năm 122, và sau đó là vị vua duy nhất cho tới năm 123.